# Zarama
Zarama va ser un grup basc de música rock i punk procedent de Santurtzi. La seva primera etapa va ser del 1977 al 1994. El seu primer enregistrament data de 1980, la cançó «Bildur naiz» de l'LP Euskal Musika 80, i el seu primer senzill el van publicar el 1982.
Van ser dels primers grups que més tard formarien part de l'anomenada escena del rock radical basc. També van ser un dels primers grups de rock amb lletres escrites íntegrament en èuscar. El febrer del 2009 van anunciar la seva tornada als escenaris després de 15 anys d'aturada.

## Discografia

### Àlbums
- Indarrez (Discos Suicidas, 1984)
- Gaua apurtu arte (Discos Suicidas, 1985)
- Dena ongi dabil (Elkar, 1987)
- Bostak bat (Elkar, 1989)
- Zaramaren erdian (Discos Suicidas, 1991, recopilatori)
- Sexkalextrik (Elkar, 1992)
- Binilo bala (Elkar, 1994)
- Zarama zuzen! (Elkar, 2009, CD-DVD en directe)
- Sinestezina (Elkar, 2013, EP de tres cançons)

### Senzills
- «Nahiko» / «Ezkerralde» (Discos Suicidas, 1982)
- «Zaramaren erdian» / «Gasteizko gaua» (Discos Suicidas, 1983)
- «Gaua apurtu arte» (Discos Suicidas, 1985, conté les cançons «Oianone» i «Bidea eratzen»)

### Discos compartits
- Altos Hornos de Vizcaya, (Zarama y Antonio el Curi Curiel, Discos Suicidas, 1985)

### Aparicions en recopilatoris
- Euskal Musika 80 (inclou la cançó «Bildur naiz»)

- Sintonía independente (Discos Suicidas, 1983, inclou el tema «Soinu krudelak»)